# San Francisco (Surigao del Norte)
San Francisco is een gemeente in de Filipijnse provincie Surigao del Norte op het eiland Mindanao. Bij de laatste census in 2007 had de gemeente ruim 12 duizend inwoners.

## Geografie

### Bestuurlijke indeling
San Francisco is onderverdeeld in de volgende 11 barangays:
| - Amontay - Balite - Banbanon - Diaz - Honrado - Jubgan | - Linongganan - Macopa - Magtangale - Oslao - Poblacion |

## Demografie
San Francisco had bij de census van 2007 een inwoneraantal van 12.449 mensen. Dit zijn 928 mensen (8,1%) meer dan bij de vorige census van 2000. De gemiddelde jaarlijkse groei komt daarmee uit op 1,07%, hetgeen lager is dan het landelijk jaarlijks gemiddelde over deze periode (2,04%). Vergeleken met de census van 1995 is het aantal mensen met 2.444 (24,4%) toegenomen.

De bevolkingsdichtheid van San Francisco was ten tijde van de laatste census, met 12.449 inwoners op 56,72 km², 176,4 mensen per km².